# Cité de l'Océan
Ne doit pas être confondu avec Cité de la mer.
La Cité de l'océan est un parc à thème ludo-scientifique orienté vers l'océan et le surf. Il constitue avec l'aquarium de Biarritz l'ensemble Biarritz Océan dont la vocation est de mieux faire connaître l'océan et inciter à le respecter.

## La visite
La Cité de l'Océan est un lieu d'expérience où le visiteur est invité à explorer des univers variés pour comprendre l'océan à travers des dispositifs multimédias et interactifs.
Les différents espaces se répartissent sur 3 niveaux :
- niveau 0 :
  - naissance de l'Océan ;
  - l'Océan a un corps : la base sous-marine ;
  - le bathyscaphe ;
  - radiographie du gouf de Capbreton ;
  - l'océan, berceau de l'évolution ;
  - l'océan en mouvement : le globe ;
  - l'océan travaille au quotidien ;
  - l'océan blanc, base polaire ;
  - l'océan a des sautes d'humeur ;
  - expositions temporaires ;
  - l'océan, la vie à tous les étages ;
  - espace famille : contes ;
  - l'océan, un partenaire ;
  - l'océan a des secrets.
  - Seaborg : la machine renversante
- niveau 1 : 
  - auditorium ;
  - virtual surf, jeu d'animation virtuelle[3].
- niveau 2 :
  - boutique.

## Le bâtiment
Conçu par l'architecte américain Steven Holl, le bâtiment, situé face à la plage d'Ilbarritz, reprend la forme d'une double vague.

## Quelques chiffres
- superficie du site : 3 500 m2

## Expositions temporaires
- Abysses, le mystère des profondeurs, 20 octobre 2014 - 13 septembre 2015, commissaire Claire Nouvian[4].